# The Automat
The Automat ist ein Dokumentarfilm von Lisa Hurwitz, der Anfang September 2021 beim Telluride Film Festival seine Premiere feierte und die über 100-jährige Geschichte von Horn & Hardart erzählt, einer Kette von Selbstbedienungsrestaurants.

## Hintergrund

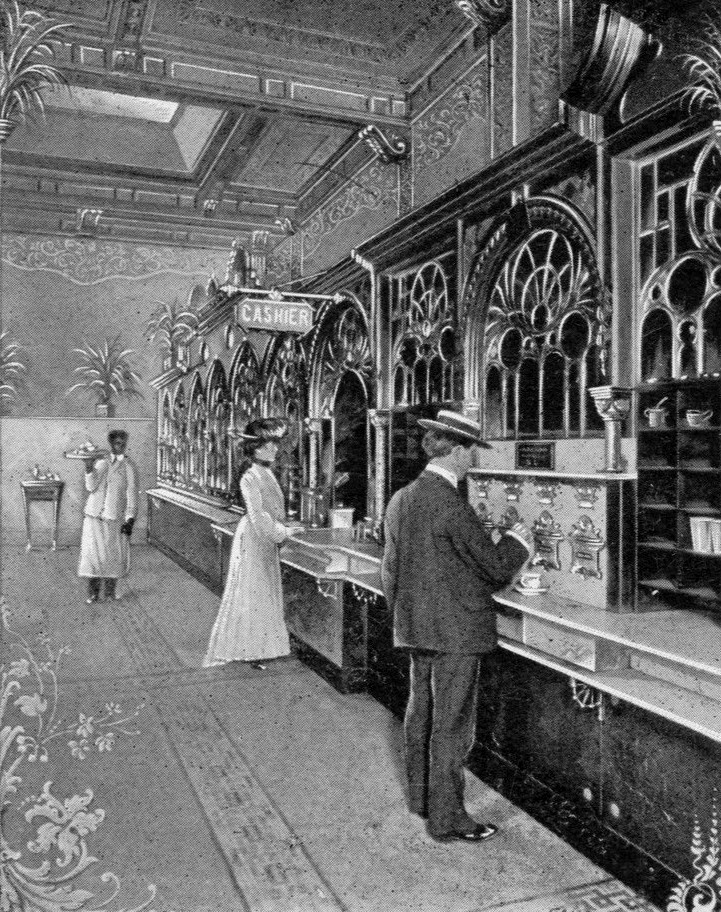
Einer der titelgebenden Automaten in Philadelphia auf einer Postkarte von 1904

Frank Hardart war ein US-amerikanischer Unternehmer. 1853 wanderte seine verwitwete Mutter mit ihm und seinen Geschwistern in die Vereinigten Staaten aus. 1888 eröffnete er gemeinsam mit dem Geschäftsmann Joseph V. Horn ein Café in Philadelphia. Aus diesen Anfängen entwickelten sich ab 1902 die Horn&Hardart-Automatenlokale, Selbstbedienungsrestaurants, in denen kostengünstige und dennoch hochwertige Gerichte und Getränke in Verkaufsautomaten nach europäischem Modell bereitgehalten wurden, die durch ein Servierfenster entnommen werden konnten. Im Jahr 1912 expandierten Horn und Hardart nach New York City und erfüllten eine wachsende Nachfrage der Masse von Arbeitern und Einwanderern, die in die urbanen Zentren der Ostküste drängten.
Hardart starb 1918, Horn 1941, aber ihre Familien hielten die Automaten am Laufen, bis sich die Essgewohnheiten änderten und die angemieteten Räumlichkeiten in Midtown Manhattan zu teuer wurden. Der Betrieb des letzten dieser Automaten wurde 1991 eingestellt.

## Produktion
Regie führte Lisa Hurwitz. Das Drehbuch schrieb Michael Levine, der gemeinsam mit Russell Greene auch als Filmeditor fungierte. Im Film kommen unter anderem Mel Brooks, Elliott Gould, Ruth Bader Ginsburg, Colin Powell und Carl Reiner zu Wort.
The Automat verwendet Musik von Hummie Mann und einen Song von Mel Brooks, den dieser eigens für den Film schrieb. Das Soundtrack-Album mit insgesamt 20 Musikstücken, darunter auch Brooks’ (Nothing Like the Coffee) At the Automat, wurde am 23. September 2022 von MovieScore Media’s Reality Bytes als Download veröffentlicht. (There Was Nothing Like the Coffee) at the Automat hat sich für eine Nominierung in der Kategorie Bester Song im Rahmen der Oscarverleihung 2023 qualifiziert.
Die Premiere erfolgte Anfang September 2021 beim Telluride Film Festival. Ende März, Anfang April 2022 wurde der Film beim Oxford Film Festival gezeigt und ebenso Anfang April 2022 beim Sarasota Film Festival.

## Rezeption

### Kritiken
Bei Rotten Tomatoes sind 98 Prozent der Kritiken positiv bei einer durchschnittlichen Bewertung mit 8,1 von 10 möglichen Punkten. Auf Metacritic erhielt der Film einen Metascore von 75 von 100 möglichen Punkten.

### Auszeichnungen
Annapolis Film Festival 2022
- Auszeichnung als Bester Dokumentarfilm[13]

Cleveland International Film Festival 2022
- Nominierung im Ad Hoc Docs Competition[14]

Palm Springs International Film Festival 2022
- Nominierung für den Best Documentary Award[15]